# A Última Ceia (Aleijadinho)

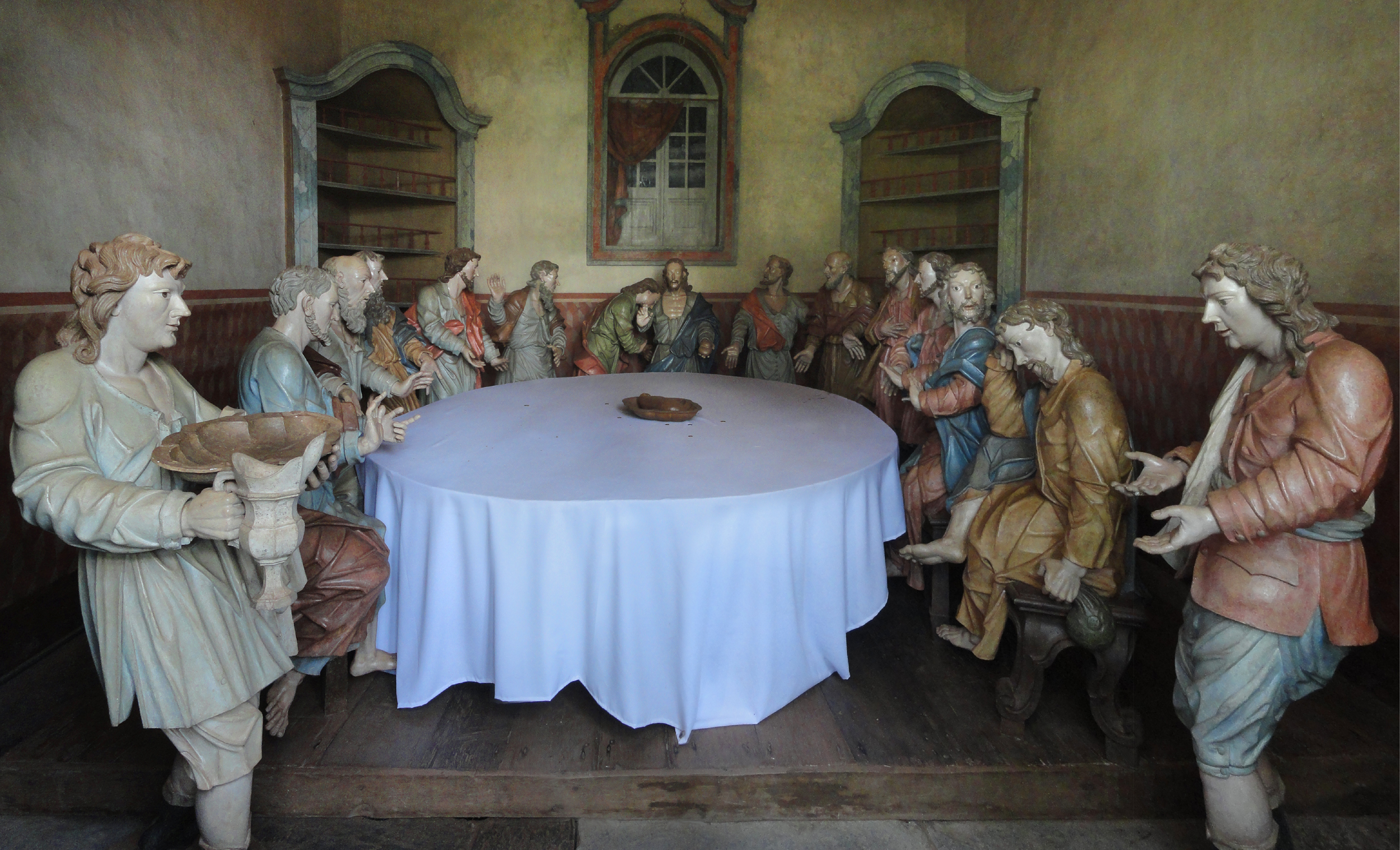
A Última Ceia, obra de Aleijadinho no Santuário do Bom Jesus de Matosinhos, Congonhas.

A Última Ceia é uma das esculturas sacras mais conhecidas do artista barroco brasileiro Antônio Francisco Lisboa, mais conhecido como Aleijadinho. A obra faz parte do conjunto escultórico do Santuário do Bom Jesus de Matosinhos, em Congonhas, Minas Gerais, reconhecido como Patrimônio Mundial pela UNESCO. A peça retrata o episódio bíblico da última ceia de Cristo com seus apóstolos, uma cena frequentemente representada na arte cristã ocidental.

## Contexto Histórico
Aleijadinho foi um dos mais importantes escultores do Brasil colonial, com destaque para suas obras religiosas. Ele viveu em um período de transição entre o barroco e o rococó, e suas esculturas refletem o estilo dramático e expressivo característico do barroco mineiro. A Última Ceia foi esculpida em madeira policromada, utilizando técnicas tradicionais que Aleijadinho dominava com maestria.

## Descrição da Obra
A Última Ceia faz parte de um conjunto de esculturas que representam a Paixão de Cristo, distribuídas ao longo das capelas (passos) do Santuário do Bom Jesus de Matosinhos. Nesta obra, Aleijadinho capta a tensão emocional do momento em que Cristo revela aos apóstolos que será traído. A expressividade das figuras e a disposição dos personagens ao redor da mesa criam uma sensação de movimento e dramaticidade, características do estilo barroco.

### Características principais:
- Material: Madeira policromada
- Estilo: Barroco mineiro
- Localização: Santuário do Bom Jesus de Matosinhos, Congonhas, Minas Gerais

## Significado e Simbolismo
A obra de Aleijadinho reflete a influência da iconografia cristã europeia, mas com características próprias do barroco brasileiro, como o uso expressivo das emoções e o detalhamento dramático. A escolha dos materiais e o uso da policromia contribuem para a imersão na cena, criando um forte impacto visual e emocional nos fiéis e espectadores.

## Conservação e Legado
Ao longo dos séculos, a obra passou por diversos processos de restauração para preservar suas características originais. Hoje, é considerada uma peça-chave do acervo artístico do Santuário e uma das mais importantes representações da arte sacra no Brasil. A Última Ceia contribui para o legado artístico de Aleijadinho, cujo impacto cultural se estende até os dias atuais.